# Manuel Varela
Manuel Varela (fl. XX secolo) è stato un calciatore uruguaiano, di ruolo difensore.

## Carriera

### Club
Giocò sempre nel campionato uruguaiano.

### Nazionale
Con la propria nazionale si laureò campione continentale nel 1916 e nel 1917, trionfando nelle prime due edizioni del Campeonato Sudamericano.

## Palmarès

### Club

#### Competizioni nazionali
- Campionato uruguaiano: 3

Peñarol: 1918
Nacional: 1919, 1920

#### Competizioni internazionali
- Copa de Honor Cousenier: 1

Peñarol: 1914
- Tie Cup: 1

Peñarol: 1916
- Copa Ricardo Aldao: 2

Nacional: 1919, 1920

### Nazionale
- Campeonato Sudamericano de Football: 2

Argentina 1916, Uruguay 1917